# Молодий театр (Вільнюс)
 Молодий театр (лит. Valstybinis jaunimo teatras) — драматичний театр, що діє у Вільнюсі з 1965. У перший рік своєї діяльності був Театром юного глядача, потім називався Державний молодіжний театр Литви. Розташований у Вільнюсі у Старому місті на вулиці Арклю 5 (Arklių g. 5), у старовинній будівлі колишнього палацу Огінського, пристосованого для театру. Керівник театру з 1997 Альґірдас Латенас.

## Історія
Заснований у 1965 як ТЮГ. Першу трупу склали в основному випускники Литовської консерваторії, що до цього працювали у різних театрах Литви.
27 травня 1966 — перша вистава Аурелії Рагаускайте трагедія «Ромео і Джульєтта» Вільяма Шекспіра. Перший час театр займав приміщення на вул. Вільянус 41, а вистави ставили на сцені Республіканського палацу культури профсьоюзів. Потім Молодий театр деякий час розташовувався у приміщенні театру на Погулянці на вул. Йона Басанавічяуса.
У другій половині 1960-х при театрі працювала трупа пантоміми, працював етнографічний ансамбль.
Художніми керівниками і головними режисерами театру були: Аурелія Рагаускайте (1965—1968), Вітуас Чібірас (1968—1974), Даля Тамулявичюте (1974—1988), Антанас Шурна (1992—1997). З 1997 театром керує Альгирдас Латенас.
Окремі вистави ставили у Молодому театрі режисери Ірена Бучене, Г. Падегімас, Й. Пакуліс, Г. Жиліс. Великий вплив на розвиток театру вплинула творчість Еймунтаса Някрошюса, що дебютував постановкою на сцені театру у 1977. Його вистави «Квадрат» (1980), «Піросмані, Пиросмані» (1981) принесли Молодіжному театру популярність.
Головні художники театру: І.Іванов (1966—1968), В. Міколайтіте-Шінкунене (1969—1974), Л. Катінас (1975—1978), Адомас Яцовскіс. У театрі працюють відомі сценографи Віталіюс Мазурас, Надєжда Гультяєва, Йонас Арчікаускас.
У театрі грали чи продовжують грати актори Р. Буткявічюс, В. Багдонас, Н. Гельжініте, Альґірдас Ґрашис, Ф. Якштас, Р. Карвяліс, Е. Плешкіте, С. Сіпайтіс, В. Марчінскайте, Антанас Шурна, Е. Жебертавічюте, І. Кряузайте, Альгірдас Латенас, Костас Сморігінас та інші.
Театр брав участь у фестивалях дитячих та молодіжних театрів Прибалтики та Білорусі у Талліні (1969, 1977) та Ризі (1973), лауреат фестивалю дитячих та молодіжних театрів Прибалтики та Білорусі «Театральна весна» (1984). Брав участь у фестивалі театральної творчої молоді в Тбілісі (1982), міжнародному театральному фестивалі у Белграді (1984). Театр голосував у Київі (1983), Кракові (1984) і багатьох інших театрах Європи, у Кореї та Японії.

## Репертуар
У Молодіжному театрі поставлено більше 150 вистав. У свій час театр був першим у Литві, що поставив деякі п'єси Жана Ануя, Жана Кокто, Теннессі Вільямса, Пітера Устінова.